# Torre de Traslaviña
La torre de Traslaviña es una fortificación situada en la entidad de población española de Traslaviña, en la provincia de Vizcaya.

## Descripción
La torre se encuentra en la entidad de población española de Traslaviña, del municipio de Arcentales, perteneciente a la provincia de Vizcaya, en la comunidad autónoma del País Vasco. Está a escasos metros de la carretera que une Bilbao con Valle de Carranza, cerca de la iglesia de Santa María y en el arranque de la subida hacia San Miguel de Linares.
Consta de dos partes perfectamente diferenciadas pero muy cercanas cronológica y estilísticamente, ya que ambas fueron realizadas en el siglo XVI. Se trata de una casa fuerte a la que, con posterioridad al momento de su construcción, se añadió un cuerpo de carácter residencial. La torre presenta planta cuadrangular y volumen marcadamente cúbico, con cubierta a cuatro aguas. Consta de planta baja, piso residencial y desván, y se apareja en sillarejo arenisco y calizo, que forma un doble paño relleno de piedra menuda. Desde la época medieval, ha sufrido importantes modificaciones; por lo tanto, muestra abundantes zonas resueltas en materiales más pobres. Adosado a la fachada derecha se encuentra el Palacio, cuyo eje mayor supera las dimensiones de la propia casa fuerte. Sus paños son de mampostería, revocada, de tamaño muy irregular, que combina el material arenisco con el calizo. Los ángulos, sin embargo, muestran cadenas dobles de sillares areniscos ajustados a soga y tizón. También son de sillería los cercos de los vanos y el almenado del camarote.
La planta baja, una cuadra, cuenta con dos accesos modernos, adintelados, y no muestra ningún rastro de los primitivos. El piso más importante es el primero. Se halla ocupado por una habitación, de unos 88 metros cuadrados, a la que hoy se accede desde el exterior, a través de un amplio patín. En este registro noble, y en la fachada trasera, se desarrollan cuatro espléndidos arcos conopiales ligeramente desiguales, que se asientan sobre series de sillares que forman triángulos invertidos. Debido al grosor de los muros, al interior los cañones de dichas ventanas son escarzanos. Por encima de este piso se asienta un amplio camarote destinado a usos agropecuarios que se abre en su parte superior para facilitar la ventilación de los productos del campo.
El conjunto de Traslaviña es un ejemplar de arquitectura militar y residencial, de estilo gótico-renacentista, realizado en el siglo XVI. Por sus dimensiones generales, la existencia documentada de garitones y la presencia del doble acceso en fachadas diferenciadas, responde a la tipología de torre dotada de salón o sala superior.
La torre aparece descrita en el Diccionario geográfico-estadístico-histórico de España y sus posesiones de Ultramar de Pascual Madoz con las siguientes palabras:

TRASLAVIÑA: casa-torre de Vizcaya, part. jud. de Valmaseda, valle de Arcentales y térm. del l. de su nombre. Es muy antigua y notable esta torre. Su dueño Diego Ibañez gozaba como divisero la octava parte del diezmo de la igl. de Linares el año 1487, en que habia esta sola parr. de todo el valle.
(Madoz, 1849, p. 132)